# 27. sydlige breddekreds
Den 27. sydlige breddekreds (eller 27 grader sydlig bredde) er en breddekreds, der ligger 27 grader syd for ækvator. Den løber gennem Atlanterhavet, Afrika, det Indiske Ocean, Australasien, Stillehavet og Sydamerika.